# Метида (митологија)
Метида (стгрч. Μῆτις [], лат. Metis) је кћерка титана Океана и његове жене Тетије, богиње разборитости.

## Митологија
Проречено је да ће Метида са Зевсом, да има двоје деце - кћерку која би својом мудрошћу била равна свом оцу, и сина који би својом снагом и умешношћу успео свргнути свог оца. Када је за то сазнао, највиши бог Зевс, се ослободио свих тих претњи на један најједноставнији начин - успавао је, ласкавом причом, Метиду, а када је она заспала, прогутао је.
После неког времена родио је сам од себе, из своје главе, кћер - богињу мудрости и несавладиве снаге Атину.
- Хомер који описује рођење Атине из главе Зевса, нигде не помиње Метиду, којој је и само име према грчким веровањима разборитост, а разборитост је главна особина богиње Атине коју и Хесиод[1] описује.
- Хезиод у својој Теогонији говори да је Зевс спавао са Метидом, али се одмах замислио над последицама тог чина, па је претворио Метиду у муву и прогутао је одмах после односа, али је било прекасно, јер је Метида већ затруднела и одмах је почела правити кацигу и одећу за своју будућу кћерку. Радећи све то она је стварала велику буку у Зевсовој глави, проузрокујући Зевсу велики бол. Да би спасао Зевса бола, Прометеј је двоструком секиром растворио Зевсову главу, а Атина је искочила из главе и то у пуној ратној опреми.